# John de Fiennes
John de Fiennes (m. 1085) fue un noble anglonormando, barón de Fiennes, condestable y custodio de los cinco puertos del castillo de Dover (1084). Tercer hijo de Eustaquio I de Boulogne y Engelberge de Fiennes. Primo de Guillermo el Conquistador, le concedió tras la conquista normanda de Inglaterra el «honor perpetuo» de Dover y 56½ honores de caballero. Debido a estas palabras «honor perpetuo», se ha afirmado que el cargo de condestable era hereditario, pero los nombramientos de condestables mucho más posteriores contenían palabras en el mismo sentido, aunque el cargo siempre se mantuvo mientras el soberano lo deseara. Responsable de la construcción de la Torre del Condestable (también llamada la Torre de Fiennes), adoptó el plan presentado por Gandulfo de Rochester; aventurándose a construir un espacioso pasaje arqueado hacia los castillos, el cual aseguró con puentes levadizos, rastrillos y puertas macizas. Los consideró preferibles a las puertas bajas y los pasajes estrechos adoptados por los sajones cuando buscaron por primera vez la ayuda de los obreros para asegurar sus fortalezas con muros de piedra. El cargo de condestable hereditario de Dover fue revocado por Juan I de Inglaterra, reemplazando a los Fiennes por Hubert de Burgh bajo el pretexto que «la seguridad del país no es compatible con dejar en manos de un extranjero, que también debe lealtad a otro señor, el custodio del castillo más inexpugnable, cerradura y llave de Inglaterra.»

## Los ocho caballeros de Dover
Bajo su mando, tras la caída de Odon de Bayeux, Guillermo le otorgó la defensa del castillo de Dover en 1084 junto a ocho nobles caballeros normandos que también se encargaron de mantener gran parte de las antiguas posesiones de Odon en Kent. John murió al año siguiente, pero su hijo James y luego su nieto John se responsabilizaron de sus obligaciones. Los ocho caballeros fueron:
- Guillermo fitzWimund;
- Fulbert de Dover;
- William d'Arsic;
- Geoffrey de Peverell (William);
- William de Magminot (Gilbert);
- Robert de Port;
- Hugo de Crevecoeur;
- Adam fitzWilliam.

John de Fiennes, como condestable, dispuso permanentemente a 115 caballeros por 115 honores de caballero, que se sumanaban a las aportaciones de los otros ocho nobles normandos.

## Herencia
Se desconoce el nombre de su esposa, pero las crónicas mencionan a su heredero James de Fiennes, condestable de Dover.